# Premio de Arte Joven de la Comunidad de Madrid
El Premio de Arte Joven de la Comunidad de Madrid a la Creación Literaria es un premio de literatura que concede la Comunidad de Madrid (Dirección General de Juventud, perteneciente a la Consejería de Educación), dotado con una cantidad en metálico y la edición de la obra ganadora. Tiene tres modalidades –Narrativa, Poesía y Teatro– y su finalidad es dar a conocer a los jóvenes escritores madrileños. 
Cuenta con XII ediciones hasta 2009 y las obras son publicadas en diversas editoriales de prestigio (Visor, Hiperión, Lengua de Trapo, etc.).
El Programa de Arte Joven de la Dirección General de Juventud, a través de convocatorias públicas de las distintas actividades promueve y difunde los trabajos de los jóvenes artistas. 

## Autores y obras premiadas

### Poesía
- I Edición: Declarado desierto
- II Edición: Jorge de Arco: De fiebres y desiertos. Madrid: Visor Libros, 1999. ISBN 84-7522-416-4
- III Edición: Álvaro Tato: Hexateuco. Madrid: Visor Libros, 2000. ISBN 84-7522-441-5
- IV Edición: Gonzalo Sánchez-Terán: Desvivirse. Madrid: Visor Libros, 2001. ISBN 84-7522-985-9
- V Edición: Ernesto Pérez Zúñiga: Calles para un pez luna. Madrid: Visor Libros, 2002. ISBN 84-7522-927-1 y 978-84-7522-927-0
- VI Edición: Fernando López de Artieta: Jugar en serio. Madrid: Visor Libros, 2004. ISBN 84-7522-552-7
- VII Edición: Modesto Ballesteros: Lo difícil. Madrid: Visor Libros, 2004. ISBN 84-7522-553-5
- VIII Edición: Ariadna G. García: Apátrida. Madrid: Ediciones Hiperión, 2005. ISBN 84-7517-830-8
- IX Edición: Vanesa Pérez-Sauquillo: Bajo la lluvia equivocada. Madrid: Ediciones Hiperión, 2006. ISBN 84-7517-869-3
- X Edición: Miguel Salas Díaz: La luz. Madrid: Ediciones Hiperión, 2007.ISBN 978-84-7517-897-4
- XI Edición: Marta López Vilar: La palabra esperada. Madrid: Ediciones Hiperión, 2007.ISBN 978-84-7517-910-0
- XII Edición: Verónica Aranda: Postal de olvido. Almería: El Gaviero Ediciones, 2010.ISBN 978-84-936617-9-3 | Leire Olmeda: Ataques de pánico. Madrid: LVR Ediciones, 2011.

### Narrativa
- I Edición: Eduardo Lampaya: Euro Raíl. Madrid: Visor Libros, 1998. ISBN 978-84-7522-750-4
- II Edición: Carlos Pagán Barceló: Sabes que los muertos siempre tienen razón cuando te advierten. Madrid: Visor Libros, 1999. ISBN 84-7522-751 -1
- III Edición: Óscar Esquivias: Jerjes conquista el mar. Madrid: Visor Libros, 2000. ISBN 84-7522-753-8
- IV Edición: José María Solís: De madera de pino. Madrid: Visor Libros, 2001. ISBN 84-7522-754-6
- V Edición: María Folguera: Sin juicio. Madrid: Visor Libros, 2003. ISBN 84-7522-755-4
- VI Edición: Declarado desierto
- VII Edición: Luis E. Cauqui: Pelos. Madrid: Ediciones Nostrum, 2005. ISBN 84-96405-05-2
- VIII Edición: David Hernández de la Fuente: Las puertas del sueño. Madrid: Kailas Editorial, 2005. ISBN 84-451-2774-8, 84-934072-7-5
- IX Edición: Alberto Ávila Salazar: Todo lo que se ve. Madrid: Ediciones Lengua de Trapo, 2006. ISBN 84-96080-66-8
- X Edición: Alberto Olmos: Trenes hacia Tokio. Madrid: Ediciones Lengua de Trapo, 2007. ISBN 84-96080-93-5
- XI Edición: Pablo Díez Martínez: Comet. Madrid: Ediciones Lengua de Trapo, 2008. ISBN 978-84-8381-026-2
- XII Edición: Leticia Gonzalvo: Seres dormidos.

### Teatro
- I Edición: Álvaro López de Quintana: Memorias de un seductor sin gancho. Madrid: Editorial La Avispa, 1998.
- II Edición: Yolanda Dorado: El secreto de las mujeres. Madrid: Editorial La Avispa, 1999. ISBN 84-605-9154-9
- III Edición: Gustavo Castel de Lucas: La estación verde. Madrid: Editorial La Avispa, 2001. ISBN 84-95489-06-6
- IV Edición: Miguel Ángel Zamorano: El puente. Madrid: Editorial La Avispa, 2001. ISBN 84-95489-42-2
- V Edición: Manuel Francisco Reina: Olimpo busca chico nuevo. Madrid : Editorial La Avispa, 2002. ISBN 84-95489-47-3
- VI Edición: Juan Pablo Heras: El hombre probable. Madrid : Editorial La Avispa, 2003. ISBN 84-95489-82-1
- VII Edición: Declarado desierto
- VIII Edición: Ignacio López Bermejo: Medicarte. Ciudad Real: Ñaque Editora, 2006. ISBN 84-89987-80-7
- IX Edición: Paul Viejo: Quinta avenida esquina con qué. Ciudad Real: Ñaque Editora, 2006. ISBN 84-451-2844-2
- X Edición: Tomás Lorente Fortes: Edouard de Moron. Ciudad Real: Ñaque Editora, 2007 ISBN 978-84-451-2983-8
- XI Edición: Carlos Contreras Elvira: Orikata. Ciudad Real: Ñaque Editora, 2008. ISBN 978-84-96765-11-5
- XII Edición: Tomás Gimeno: Carajo.

- Datos: Q6084926